# Disputa del Egeo

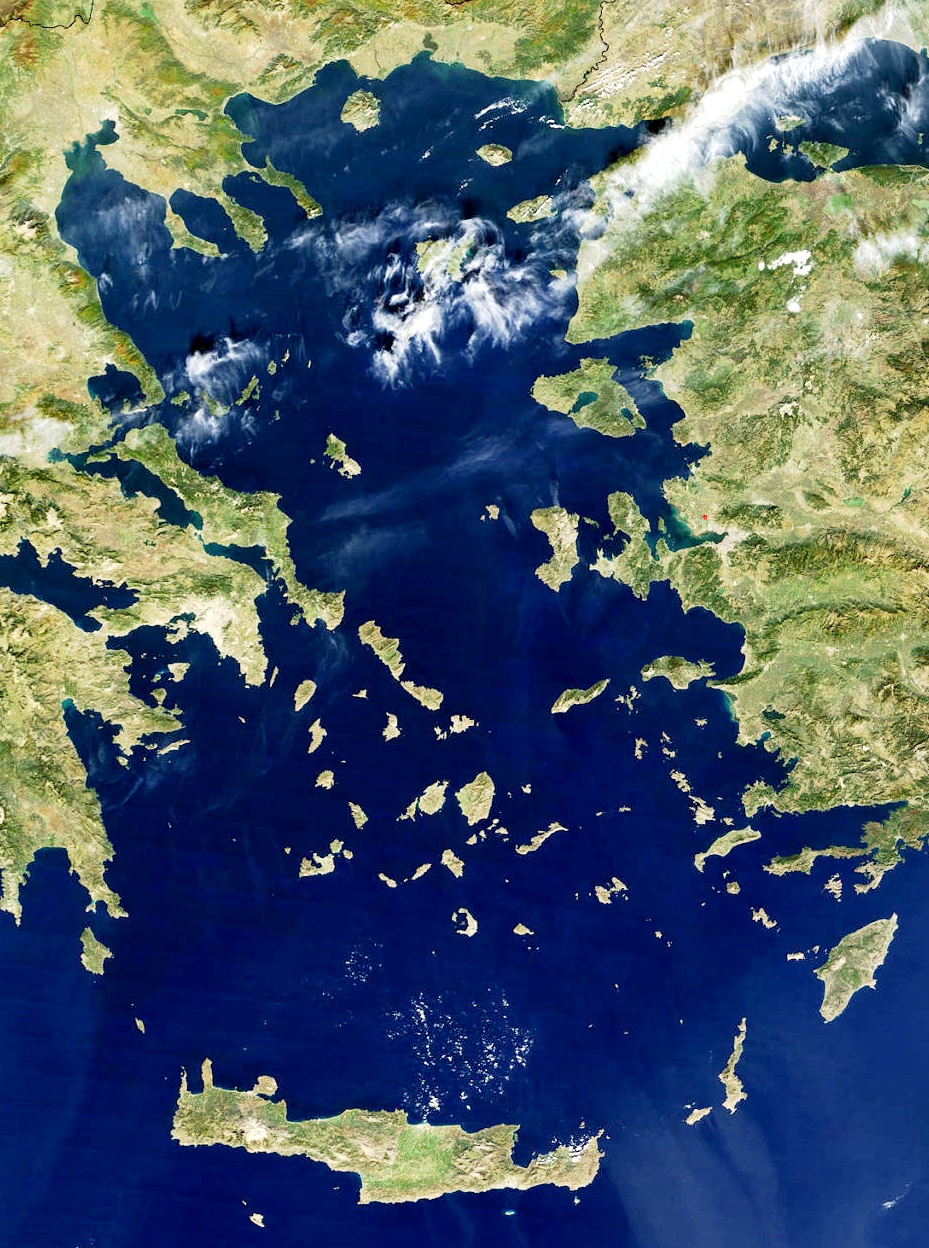
Imagen de satélite del mar Egeo.

Mapa del mar Egeo.

6 millas náuticas (nmi): aguas territoriales actuales y espacio aéreo.

10 nmi: espacio aéreo nacional reclamado por Grecia y rechazado por Turquía.

12 nmi: Posible extensión futura de las aguas territoriales y el espacio aéreo en virtud del derecho internacional.

La disputa del Egeo es un conjunto de cuestiones polémicas interrelacionadas durante décadas entre Grecia y Turquía sobre la soberanía y los derechos relacionados en el área del Mar Egeo. Este conjunto de conflictos ha tenido un gran efecto en las relaciones greco-turcas desde los años setenta. Dos veces provocó que las crisis se acercaran al estallido de las hostilidades militares, en 1987 y principios de 1996. Los problemas en el Egeo se dividen en varias categorías:
- La delimitación de las aguas territoriales,
- La delimitación del espacio aéreo nacional,
- La delimitación de zonas económicas exclusivas y el uso de la plataforma continental,
- La delimitación de las regiones de información de vuelo (FIR) y su importancia para el control de la actividad de vuelo militar.
- La cuestión del estatus demilitarizado asignado a algunas de las islas griegas en el área,
- Los reclamos turcos de "zonas grises" de soberanía indeterminada sobre una serie de pequeños islotes, especialmente los islotes de Imia/Kardak.

Entre 1998 y a principios de 2010, los dos países se habían acercado para superar las tensiones a través de una serie de medidas diplomáticas, particularmente con miras a facilitar la adhesión de Turquía a la Unión Europea. Sin embargo, a partir de 2018, las diferencias sobre vías diplomáticas adecuadas para una solución sustancial aún no se han resuelto.

## Historia
Crisis del Egeo de 1987
La Crisis del Egeo de 1987 tuvo lugar a finales de marzo entre Turquía y Grecia, como parte de la disputa del Egeo. Turquía se enteró de que Grecia estaba empezando a perforar en busca de petróleo en las disputadas aguas del mar Egeo en las cercanías de Tasos. En respuesta, el barco de reconocimiento turco RV MTA Sismik 1 fue enviado a la zona para realizar un reconocimiento con una escolta de buques de guerra turcos.
El petróleo fue descubierto en Thasos en 1973. Grecia reivindicó la propiedad de los derechos minerales en la plataforma continental que se extiende desde debajo de todas sus islas en el Egeo. Turquía propuso dividir la plataforma continental mediante negociaciones.
La crisis se intensificó, las fuerzas armadas de ambos países estuvieron en alerta, y ambas partes dijeron que usarían la fuerza si la obstaculiza la otra. El incidente casi desencadena una guerra entre Grecia y Turquía. El primer ministro griego Andreas Papandréu dio las órdenes de hundir el barco si se encontraba en las disputadas aguas reclamadas por Grecia. El primer ministro turco Turgut Özal dijo que "si Grecia interfiere con nuestro barco de cualquier manera, y esto es lo que Papandréu está diciendo, actuaremos de la misma manera contra él", "Como resultado, podría ser causa de guerra". , pero también agregó que "estamos esperando el primer que tomen ellos".Peter Carington, Secretario General de la OTAN, instó a Grecia y Turquía a evitar el uso de la fuerza y se ofreció a actuar como mediador.

## Zonas marítimas y aéreas de influencia
Varios de las cuestiones acerca del Egeo abordan la delimitación de las zonas de influencia los dos países en el aire y en el mar alrededor de sus respectivos territorios. Estas cuestiones deben su virulencia a una peculiaridad geográfica del mar Egeo y sus territorios. Mientras que las costas continentales de Grecia y Turquía que bordean el mar Egeo en ambos lados representan aproximadamente la misma parte de su costa total, la gran mayoría de las muchas islas del mar Egeo pertenecen a Grecia. En particular, hay una cadena de islas griegas alineadas a lo largo de la costa oeste turca (Lesbos, Quíos, Samos, y el islas del Dodecaneso), en parte muy cerca del continente. Su existencia impide que Turquía extienda cualquiera de sus zonas de influencia más allá de unas pocas millas náuticas de su costa. Como la amplitud de las zonas de influencia marítima y regional, como las aguas territoriales y el espacio aéreo nacional, se mide desde el territorio más cercano del estado en cuestión, incluidas sus islas, cualquier posible extensión de tales zonas necesariamente beneficiaría a Grecia mucho más que Turquía proporcionalmente.
Según una percepción popular  en los dos países, a Turquía le preocupa que Grecia pueda estar tratando de extender sus zonas de influencia a tal grado que convertiría efectivamente al Egeo en un "lago griego". Por el contrario, a Grecia le preocupa que Turquía trate de "ocupar la mitad del Egeo", es decir, establezca zonas de influencia turcas hacia el centro del Egeo, más allá de la cadena de islas griegas periféricas, convirtiéndolas en una especie de exclave rodeado de aguas turcas, y así cortarlas de su madre patria.

### Aguas territoriales
Las aguas territoriales le dan al litoral el control total de la navegación aérea en el espacio aéreo superior, y un control parcial sobre transporte marítimo, aunque a los buques extranjeros (tanto civiles como militares) normalmente se les garantiza el paso inocente a través de ellos. El ancho estándar de las aguas territoriales a las que los países tienen habitualmente derecho ha aumentado constantemente en el transcurso del siglo XX: desde inicialmente 3 millas náuticas (5,6 km) a principios de siglo, hasta 6 millas náuticas (11 km), y actualmente 12 millas náuticas (22 km). El valor actual ha sido consagrado en el derecho de los tratados por la Convención de las Naciones Unidas sobre el derecho del Mar de 1982 (Art.3). En el Egeo, las aguas territoriales reclamadas por ambos lados siguen estando a 6 millas. La posibilidad de una extensión de 12 millas ha alimentado las preocupaciones turcas sobre un posible aumento desproporcionado en el espacio controlado por Grecia. Turquía se ha negado a ser miembro de la convención y no se considera obligado por ella. Turquía considera que la convención es res inter alios acta, es decir, un tratado que solo puede ser vinculante para las partes firmantes pero no para otros. Grecia, que es parte de la convención, ha declarado que se reserva el derecho de aplicar esta regla y extender sus aguas a 12 millas en algún momento en el futuro, aunque en realidad nunca ha intentado hacerlo. Sostiene que la regla de las 12 millas no es solo el derecho convencional, sino también el derecho consuetudinario, según el amplio consenso establecido entre la comunidad internacional. En contra de esto, Turquía argumenta que las propiedades geográficas especiales del Mar Egeo hacen que la estricta aplicación de la regla de las 12 millas en este caso sea ilícita en interés de la equidad. Turquía misma ha aplicado el límite habitual de 12 millas a sus costas fuera del Egeo.
Las tensiones sobre la cuestión de las 12 millas fueron las más altas entre los dos países a principios de la década de 1990, cuando la Ley del Mar iba a entrar en vigor. El 9 de junio de 1995, el parlamento turco declaró oficialmente que la acción unilateral de Grecia constituiría un casus belli,es decir, un motivo para ir a la guerra. Esta declaración ha sido condenada por Grecia como una violación de la Carta de las Naciones Unidas, que prohíbe "la amenaza o el uso de la fuerza contra la integridad territorial o la independencia política de cualquier estado".

### Espacio aéreo nacional
El espacio aéreo nacional normalmente se define como el espacio aéreo que cubre el territorio terrestre de un estado y sus aguas territoriales adyacentes. El espacio aéreo nacional le otorga al estado soberano un alto grado de control sobre el tráfico aéreo extranjero. Aunque normalmente se permite la aprobación de la aviación civil en virtud de los tratados internacionales, los militares extranjeros y otros aviones estatales (a diferencia de los buques militares en aguas territoriales) no tienen derecho a pasar libremente por el espacio aéreo nacional de otro estado. La delimitación del espacio aéreo nacional reclamado por Grecia es única, ya que no coincide con el límite de las aguas territoriales. Grecia reclama 10 millas náuticas (19 km) de espacio aéreo, a diferencia de las actuales 6 millas de aguas territoriales. Desde 1974, Turquía se ha negado a reconocer la validez del cinturón de espacio aéreo de 4 millas que se extiende más allá de las aguas territoriales griegas. Turquía cita los estatutos de la Organización de Aviación Civil Internacional (OACI) de 1948, ya que contienen una definición vinculante de que ambas zonas deben coincidir. En contra de esto, Grecia argumenta que:
- su reclamo de 10 millas náuticas (19 km) es anterior al estatuto de la OACI, habiéndose fijado en 1931, y que fue reconocido por todos sus vecinos, incluida Turquía, antes y después de 1948, constituyendo por lo tanto un derecho establecido;[7]
- su reclamo de 10 millas también puede interpretarse como un uso parcial y selectivo de los derechos mucho más amplios garantizados por la Ley del Mar, a saber, el derecho a una zona de 12 millas tanto en el aire como en el agua;
- Las aguas territoriales griegas están ubicadas en el límite de las 6 millas solo debido al casus belli de Turquía.

El conflicto sobre las maniobras de vuelo militar ha llevado a la práctica de continuas provocaciones tácticas militares, con aviones turcos volando en la zona exterior de 4 millas de espacio aéreo contencioso y aviones griegos que los interceptan. Estos encuentros a menudo conducen a las llamadas "peleas de perros", peligrosas maniobras de vuelo que han terminado repetidamente en bajas en ambos lados. En un caso en 1996, se ha alegado que un avión turco fue derribado accidentalmente por uno griego. 

### Plataforma continental
En el contexto de la disputa del Egeo, el término plataforma continental se refiere al derecho exclusivo de un estado litoral a la explotación económica de los recursos sobre y bajo los fondos marinos, por ejemplo, la extracción de petróleo, en un área adyacente a sus aguas territoriales y que se extiende hacia Alta Mar. El ancho de la plataforma continental se define comúnmente a los efectos del derecho internacional como no superior a 200 millas náuticas. Cuando los territorios de dos estados se encuentran más cerca el uno del otro que el doble de esa distancia, la división se realiza por la línea media. El concepto de la plataforma continental está estrechamente relacionado con el de una zona económica exclusiva, que se refiere al control de un estado litoral sobre la pesca y derechos similares. Ambos conceptos se desarrollaron en el derecho internacional desde mediados del siglo XX y fueron codificados en la Convención de las Naciones Unidas sobre el Derecho del Mar en 1982.
La disputa entre Turquía y Grecia es en qué medida deben tenerse en cuenta las islas griegas frente a la costa turca para determinar las zonas económicas griega y turca. Turquía argumenta que la noción de "plataforma continental", por definición, implica que las distancias deben medirse desde el continente continental, alegando que los fondos marinos del Egeo forman geográficamente una prolongación natural de la masa terrestre de Anatolia. Esto significaría que Turquía tendría derecho a zonas económicas hasta la línea media del Egeo (dejando fuera, por supuesto, las aguas territoriales alrededor de las islas griegas en su mitad oriental, que permanecerían como exclaves griegos). Grecia, en por otro lado, afirma que todas las islas deben tenerse en cuenta en igualdad de condiciones. Esto significaría que Grecia obtendría los derechos económicos de casi la totalidad del Egeo.
En este asunto, Grecia tiene la Ley del Mar de las Naciones Unidas a su favor, aunque la Convención restringe la aplicación de esta norma a las islas de un tamaño notable, a diferencia de islotes y rocas pequeñas inhabitables. La delimitación precisa de las zonas económicas es la única de todas las cuestiones del Egeo donde Grecia ha reconocido oficialmente que Turquía tiene intereses legítimos que podrían requerir algún proceso internacional de arbitraje o compromiso entre las dos partes.
Las tensiones sobre la plataforma continental fueron particularmente altas a mediados de la década de 1970 y nuevamente a fines de la década de 1980, cuando se creía que el Mar Egeo podría contener abundantes reservas de petróleo. Turquía en ese momento realizó misiones exploratorias de investigación oceanográfica en partes del área en disputa. Estos fueron percibidos como una provocación peligrosa por parte de Grecia, lo que llevó a un aumento de las amenazas militares mutuas en 1976 y nuevamente en 1987.

### Regiones de Información de vuelo
A diferencia de los problemas descritos hasta ahora, la cuestión de las regiones de información de vuelo (FIR) no afecta los derechos de soberanía de los dos estados en el sentido estricto. Una FIR es una zona de responsabilidad asignada a un estado en el marco de la Organización de Aviación Civil Internacional (OACI). Se relaciona con la responsabilidad de regular la aviación civil. Una FIR puede extenderse más allá del espacio aéreo nacional de un país, es decir, sobre áreas de alta mar o, en algunos casos, incluso sobre el espacio aéreo de otro país. No le otorga al estado responsable el derecho de prohibir vuelos por aviones extranjeros; sin embargo, las aeronaves extranjeras están obligadas a presentar planes de vuelo a las autoridades que administran la FIR. Han surgido dos disputas separadas sobre el control de vuelo en el Egeo: la cuestión de una revisión propuesta unilateralmente de la demarcación de FIR, y la cuestión de qué derechos y obligaciones surgen de la FIR con respecto a los vuelos militares en oposición a los civiles.

#### Demarcación
En virtud de un acuerdo firmado en 1952, todo el espacio aéreo sobre el Egeo, hasta el límite del espacio aéreo nacional de Turquía, ha sido asignado a la FIR de Atenas, administrada por Grecia. Poco después de la crisis de Chipre de 1974, Turquía intentó unilateralmente modificar este acuerdo y emitió un Aviso a los aviadores (NOTAM) en el que afirmaba que asumiría la administración de la mitad oriental del espacio aéreo egeo, incluido el espacio aéreo nacional de las islas griegas en esa área. Grecia respondió con una declaración rechazando esta medida y declarando que la zona en disputa era insegura para la aviación debido a la controversia de ambos estados  a sus pretensiones de autoridad. Esto condujo a cierta interrupción en la aviación civil en el área. Posteriormente, Turquía cambió su postura y desde 1980 ha vuelto a reconocer la FIR de Atenas en su demarcación original. En la práctica, la demarcación FIR ya no es un tema en disputa.

#### Sobrevuelos militares turcos
La controversia actual (a partir de 2009) sobre la FIR se refiere a la cuestión de si las autoridades griegas tienen derecho a supervisar no solo las actividades de vuelo civiles sino también militares en las partes internacionales del espacio aéreo egeo. De acuerdo con la práctica internacional común, las aeronaves militares normalmente envían planes de vuelo a las autoridades de la FIR cuando se desplazan en el espacio aéreo internacional, al igual que las aeronaves civiles. Turquía se niega a hacerlo, citando la Carta de la OACI de 1948, que restringe explícitamente el alcance de sus reglamentaciones a las aeronaves civiles, argumentando que, por lo tanto, la práctica de incluir aeronaves militares en el mismo sistema es opcional. Grecia, por el contrario, argumenta que es obligatorio sobre la base de regulaciones posteriores de la OACI, que, según alega, han otorgado a los estados la autoridad para emitir restricciones más amplias en interés de la seguridad de la aviación civil.
Este desacuerdo ha llevado a consecuencias prácticas similares a la de 6 versus 10 millas del espacio aéreo nacional, ya que Grecia considera que todos los vuelos militares turcos no registrados con sus autoridades de FIR como transgresiones de las normas internacionales de tráfico aéreo, y sus propios jets de la fuerza aérea interceptan rutinariamente los turcos. La percepción popular en Grecia, en la cuestión de los vuelos turcos en la parte internacional de la FIR de Atenas a menudo se confunde con la de las intrusiones turcas en el disputado cinturón exterior de 4 millas del espacio aéreo griego. Sin embargo, con un uso oficial cuidadoso, las autoridades y los medios de comunicación griegos distinguen entre "violaciones" (παραβιάσεις) del espacio aéreo nacional y "transgresiones" (παραβάσεις) de las normas de tráfico, es decir, de la FIR.
Una de las maniobras de interceptación de rutina condujo a un accidente mortal el 23 de mayo de 2006. Dos F-16 turcos y uno de reconocimiento F-4 volaron en el espacio aéreo internacional sobre el sur del mar Egeo a 27,000 pies (8,200 m) sin haber presentado planes de vuelo a las autoridades griegas de FIR. Fueron interceptados por dos F-16 griegos frente a la costa de la isla griega de Kárpatos. Durante la subsiguiente simulacro de pelea de perros, un F-16 turco y un F-16 griego colisionaron en el aire y posteriormente se estrellaron. El piloto del avión turco sobrevivió al accidente, pero el piloto griego murió. El incidente también destacó otro aspecto de la cuestión de la FIR, una disputa sobre reclamos conflictivos de responsabilidad por las operaciones de búsqueda y rescate marítimo. Según los informes, el piloto turco se negó a ser rescatado por las fuerzas griegas que habían sido enviadas a la zona. Después del incidente, ambos gobiernos expresaron su interés en revivir un plan anterior de establecer una línea telefónica directa entre los comandos de la fuerza aérea de ambos países para evitar la escalada de situaciones similares en el futuro.

## Islas

Islas por fecha de adhesión a Grecia

Islas según su estado de desmilitarización

Si bien todos los problemas descritos hasta ahora están relacionados con las zonas de influencia en el mar o en el aire, también ha habido una serie de disputas relacionadas con los territorios de las islas griegas. Estos se han relacionado con el estado desmilitarizado de algunas de las islas principales en el área; a las preocupaciones turcas sobre los supuestos esfuerzos de Grecia para ampliar artificialmente los asentamientos a islotes previamente deshabitados; y a la existencia de supuestas "zonas grises", un número indeterminado de pequeñas islas de soberanía indeterminada.

### Estatus desmilitarizado
La cuestión del estatus demilitarizado de algunas islas griegas importantes se complica por una serie de hechos. Varias de las islas griegas en el este del Egeo, así como en la región del estrecho de Turquía, fueron sometidas a diversos regímenes de desmilitarización en diferentes tratados internacionales. Los regímenes se desarrollaron a lo largo del tiempo, lo que dio lugar a dificultades en la interpretación de los tratados. Sin embargo, la situación militar de las islas en cuestión no constituyó un problema grave en las relaciones bilaterales hasta la crisis de Chipre de 1974, después de la cual tanto Grecia como Turquía reinterpretaron las estipulaciones de los tratados. Grecia, reclamando un derecho inalienable a defenderse contra la agresión turca, reforzó sus fuerzas militares y de la Guardia Nacional en la región. Además, Grecia mantiene la posición de que tiene derecho a desmilitarizar sus islas en el mismo contexto que el resto de Europa, donde la aplicación de la desmilitarización en las islas y territorios cesó con la creación de la Organización del Tratado del Atlántico Norte y el Pacto de Varsovia; es decir, el cese de la desmilitarización de las islas italianas Panteleria, Lampedusa, Lampione y Linosa, y Alemania Occidental del lado de la OTAN, y el cese de la desmilitarización de Bulgaria, Rumania, Alemania Oriental, Hungría y Finlandia del lado del Pacto de Varsovia. Turquía, por otro lado, denuncia esto como un acto agresivo de Grecia y como una violación de los tratados internacionales. Desde una perspectiva legal, se pueden distinguir tres grupos de islas: (a) las islas situadas frente al estrecho de los Dardanelos, es decir, Lemnos Y Samotracia; (b) las islas del Dodecaneso en el sudeste del mar Egeo; y (c) las restantes islas del noreste del mar Egeo (Lesbos, Quíos, Samos, e Ikaria).

#### Lemnos y Samotracia
Estas islas fueron sometidas a un estatuto de desmilitarización por el Tratado de Lausana en 1923, para contrarrestar la desmilitarización simultánea del área de estrechos de Turquía (los Dardanelos y el Bósforo), Imbros y Ténedos. La desmilitarización en el lado turco se eliminó más tarde en virtud del Convenio de Montreux sobre el régimen de los estrechos turcos en 1936. Grecia sostiene que, al sustituir las secciones pertinentes del tratado anterior, la convención también anuló simultáneamente las obligaciones griegas con respecto a estas islas. En contra de esto, Turquía argumenta que el tratado de Montreux no mencionó las islas y no ha cambiado su situación. Grecia, por otra parte, cita declaraciones oficiales turcas, del entonces ministro de Asuntos Exteriores turco, Rustu Aras, a ese efecto, hechas en 1936, en las que aseguraba a la parte griega que Turquía consideraría las obligaciones griegas eliminadas.

#### Dodecaneso
Estas islas fueron sometidas a un estatuto de desmilitarización después de la Segunda Guerra Mundial por el Tratado de paz con Italia (1947), cuando esta las cedió a Grecia. Italia no tenía anteriormente ninguna obligación con Turquía a este respecto. Turquía, a su vez, no era parte en el tratado de 1947, habiendo sido neutral durante la Segunda Guerra Mundial. Por lo tanto, Grecia sostiene que las obligaciones que contrajo con Italia y las demás partes en 1947 son res inter alios acta para Turquía en el según el artículo 34 de la Convención de Viena sobre el Derecho de los Tratados, que establece que un tratado no crea obligaciones o derechos para un tercer país, y que Turquía no puede basar ninguna reclamación en ellos. Turquía argumenta que el acuerdo de desmilitarización constituye un tratado de estatus (un régimen objetivo), donde según las reglas generales del derecho de los tratados, tal exclusión no se cumple.

#### Lesbos, Quíos, Samos, e Ikaria
Las islas restantes (Lesbos, Quíos, Samos, e Ikaria) quedaron bajo un estatuto de desmilitarización parcial por el Tratado de Lausana en 1923. Se prohibió el establecimiento de bases navales y fortificaciones, pero permitió a Grecia mantener un contingente militar limitado reclutado de la población local, así como a las fuerzas policiales. Con respecto a estas islas, Grecia no ha afirmado que las obligaciones del tratado hayan sido formalmente sutituidas. Sin embargo, en los últimos años ha argumentado que tiene derecho a descartarlas, invocando el Artículo 15 de la Carta de las Naciones Unidas. Argumenta que después de que la ocupación turca del norte de Chipre y la amenaza turca de guerra por la cuestión de las doce millas, el rearme es un acto de legítima defensa.

### "Zonas grises"

#### Imia/Kardak

Imia/Kardak

La primera vez que una disputa entre los dos países en el Egeo se abordó las cuestiones de soberanía real sobre los territorios fue a principios de 1996 en los pequeños islotes estériles de Imia/Kardak, situado entre la cadena de islas del Dodecaneso y la parte continental de Turquía. El conflicto, provocado por el encalle de un barco mercante turco en los islotes, fue originado originalmente por incoherencias de hecho entre los mapas de la zona, algunos de los cuales asignaron estos islotes a Grecia, otros a Turquía. Los medios de comunicación de los dos países abordaron el tema y le dieron un giro nacionalista, incluso antes de que los dos gobiernos tuvieran tiempo de llegar a una comprensión técnica completa de la verdadera situación legal y geográfica. Ambos gobiernos finalmente adoptaron una posición intransigente, afirmando públicamente sus propios reclamos de soberanía sobre los islotes. El resultado fue una escalada militar, que se percibió en el extranjero como bastante desproporcionada con respecto al tamaño y la importancia de las rocas en cuestión. Los dos países estuvieron al borde de la guerra durante unos días, hasta que la crisis se disipó con la ayuda de la mediación extranjera.
Durante la crisis y en los meses siguientes, ambos gobiernos elaboraron argumentos legales para respaldar sus reclamos de soberanía. Los argumentos intercambiados se referían a la interpretación del Tratado de Lausana de 1923, que constituye la base principal para el estatuto jurídico de los territorios en la mayor parte de la región, así como ciertos tratos diplomáticos posteriores entre Turquía, Grecia e Italia.

#### Otras "zonas grises"
A raíz de la crisis de Imia, el gobierno turco profundizó su argumentación para incluir no solo a Imia sino también una cantidad posiblemente mayor de otras islas y pequeñas formaciones en todo el Egeo. Desde entonces, las autoridades turcas han hablado de "zonas grises" de soberanía indeterminada. Según el argumento turco, estos islotes, aunque no se conservaron explícitamente bajo la soberanía turca en 1923, tampoco fueron cedidos explícitamente a ningún otro país, y su soberanía, por lo tanto, ha permanecido indecisa objetivamente.
El gobierno turco ha evitado declarar exactamente qué islotes desea incluir en esta categoría. En varias ocasiones, las fuentes del gobierno turco indicaron que podrían incluirse islas como Pserimos, Agatonisi, Fournoi y Gavdos (situados al sur de Creta) podría ser incluido. La mayoría de ellos, a diferencia de Imia/Kardak, indiscutiblemente habían estado en posesión griega, lo que nunca antes había sido desafiado por Turquía, y todos menos los últimos dos enumerados a continuación tienen residentes griegos e infraestructura. En una publicación de 2004 de autores turcos cercanos al liderazgo militar turco, se enumeraron las siguientes (entre otras, incluso las más pequeñas) como áreas potencialmente "grises":
- Oinousses (entre Quíos y la costa turca),
- Antípsara (al oeste de las islas de Psara y Khios),
- Fournoi,
- Arkoi,
- Agatonisi (Gaidaros),
- Farmakonisi,
- Kalolimnos (cerca de Imia/Kardak),
- Pserimos,
- Gyali (entre Kos y Nisyros),
- Syrna (al sudeste de Astypalaia)
- Kandheliousa (al sur de Kos),
- Vrachoi Kalogeroi (rocas pequeñas a 41 km al noreste de Andros)

Mientras que Turquía no ha hecho ningún intento de desafiar la posesión griega de estas islas en el terreno, los reclamos se suman a la cantidad de incidentes militares menores, ya numerosos debido al espacio aéreo de 10 millas y los problemas de FIR. Según los informes, la Fuerza Aérea Turca adoptó una política de ignorar los reclamos griegos sobre todo el espacio aéreo y las aguas territoriales alrededor de esas formaciones que cuentan como zonas grises. Según informes de la prensa griega, el número de infracciones del espacio aéreo dentro del límite de 6 millas reconocido por Ankara aumentó considerablemente en 2006, al igual que el número de vuelos militares no autorizados directamente sobre las islas griegas.  Los nuevos informes de sistemáticos vuelos militares turcos directamente sobre las islas griegas como Farmakonisi y Agathonisi se hicieron a finales de 2008 y principios de 2009.

## Incidentes turcos con Frontex
En septiembre de 2009, un radar militar turco emitió una advertencia a un helicóptero letón que patrullaba en el este del mar Egeo (parte de la agencia Frontex de la UE para combatir la inmigración ilegal) para abandonar el área. El Estado Mayor turco informó que el avión letón Frontex había violado el espacio aéreo turco al oeste de Didim.
 Según un anuncio de la Fuerza Aérea Helénica, el incidente ocurrió cuando el helicóptero Frontex identificado como Agusta A109 de fabricación italiana estaba patrullando en el espacio aéreo griego cerca de la pequeña isla de Farmakonisi, que se encuentra en una ruta preferida utilizada por traficantes de migrantes que transportan principalmente  inmigrantes de Tercer Mundo a Grecia y la UE desde la costa turca opuesta. Los funcionarios de Frontex declararon que simplemente ignoraron las advertencias turcas ya que no reconocieron que estaban en el espacio aéreo turco y continuaron sus tareas.
Otro incidente tuvo lugar en octubre de 2009 en la zona aérea sobre el este del mar Egeo, frente a la isla de Lesbos. El 20 de noviembre de 2009, el Estado Mayor turco emitió una nota de prensa alegando que un avión de la Guardia de Fronteras de Estonia permitió que el L-410 UVP despegara de Kos en una misión de Frontex había violado el espacio aéreo turco al oeste de Söke.

## Estrategias de resolución de conflictos
Las décadas transcurridas desde 1970 han visto una intensificación y una disminución repetidas de las tensiones políticas y militares sobre el Egeo. Así, la crisis de 1987 fue seguida por una serie de negociaciones y acuerdos en Davos y Bruselas en 1988. Nuevamente, después de la crisis Imia/Kardak de 1996, llegó un acuerdo sobre las relaciones de vecindad pacíficas alcanzadas en una reunión en Madrid en 1997. El período transcurrido desde 1999 se caracterizó por una mejora constante de las relaciones bilaterales.
Durante años, la disputa egea ha sido un asunto no solo sobre reclamos conflictivos de importancia. Por el contrario, las estrategias propuestas sobre cómo resolver las diferencias sustanciales han constituido en sí mismas una cuestión de acalorada disputa. Mientras que tradicionalmente Turquía ha preferido considerar todo el conjunto de temas como una cuestión política que requiere una negociación política bilateral, Grecia los considera como cuestiones separadas y puramente legales, que requieren únicamente la aplicación de los principios de derecho internacional existentes. Turquía ha abogado por la negociación directa, con miras a establecer lo que consideraría un compromiso equitativo. Grecia se niega a aceptar cualquier proceso que lo presione para participar en un toma y daca sobre lo que percibe como derechos soberanos inalienables e innegociables. Hasta finales de la década de 1990, la única vía de resolución de conflictos que Grecia consideraba aceptable era someter los asuntos por separado a la Corte Internacional de Justicia en La Haya.
El estancamiento resultante entre ambos lados del proceso se modificó parcialmente después de 1999, cuando la cumbre europea de Helsinki abrió un camino hacia la adhesión de Turquía a la UE. En el acuerdo de la cumbre, Turquía aceptó la obligación de resolver sus disputas bilaterales con Grecia antes de que comenzaran las conversaciones de adhesión. Se consideró que esto le daba a Grecia una nueva ventaja táctica sobre Turquía para determinar qué caminos de resolución de conflictos elegir. Durante los años siguientes, ambos países sostuvieron conversaciones bilaterales periódicas sobre el nivel de especialistas técnicos, tratando de determinar posibles procedimientos futuros. Según los informes de prensa, ambas partes parecían cercanas a un acuerdo sobre cómo someter la disputa al tribunal de La Haya, un paso que habría cumplido muchas de las antiguas demandas de Grecia. Sin embargo, un gobierno griego recientemente elegido bajo Kostas Karamanlis, poco después de que asumió el cargo en marzo de 2004, optó por no participar en este plan, porque Ankara insistía en que todos los asuntos, incluyendo Imia/Kardak y las "zonas grises", pertenecían a un solo artículo de negociación. Atenas los consideró artículos separados. Sin embargo, la política griega se mantuvo a la vanguardia en la promoción de vínculos más estrechos entre Ankara y la UE. Esto dio lugar a que la Unión Europea finalmente iniciara conversaciones de adhesión con Turquía sin que se hubieran cumplido sus demandas anteriores.